# Latin American Poker Tour (7.ª temporada)
A sétima temporada do Latin American Poker Tour foi disputada em 2014. Ao todo foram 5 etapas nesta temporada em diversos destinos do América Latina com uma etapa em conjunto com o BSOP - Brazilian Series of Poker no Brasil em Maio/2014.

## Ranking LAPT7
* Fonte: WebArchive (www.lapt.com) Ranking Final Latin American Poker Tour 7 - 2014
| Ranking Latin American Poker Tour 7 - 2014 | Ranking Latin American Poker Tour 7 - 2014 | Ranking Latin American Poker Tour 7 - 2014 |
| Pos.                                       | Nome                                       | Pontos                                     |
| ------------------------------------------ | ------------------------------------------ | ------------------------------------------ |
| 1º                                         | Horacio Fernando Nicolas                   | 1.740                                      |
| 2º                                         | Amos Ben Haim                              | 1.145                                      |
| 3º                                         | Johann David Ibañez Diaz                   | 1.100                                      |
| 4º                                         | Camilo Andres Zuluaga Valencia             | 1.095                                      |
| 5º                                         | Fabian Daniel Ortiz                        | 950                                        |
|                                            | Victor Sbrissa                             | 950                                        |
|                                            | Joaquin Matias Ruiz Travi                  | 950                                        |
|                                            | Guillermo Olvera Acuna                     | 950                                        |
| 9º                                         | Rafael Guillermo Pardo Gonzalez            | 935                                        |
| 10º                                        | Luis Alfonso Perez Harrero                 | 930                                        |

## Programação

### LAPTChile
- LAPT CHILE NATIONAL POKER CHAMPIONSHIP
- Casino: Enjoy Viña del Mar Casino & Resort
- Buy-in: $1,700
- Duração: 19 de março de 2014 (quarta-feira) a 23 de março de 2014 (domingo)
- Número de buy-ins:  609
- Premiação total: $915,631
- Número de premiados: 87
- Mão vencedora: T♣ T♠
- Resultado Oficial: The Hendom Mob

| Mesa final | Mesa final              | Mesa final           |
| Pos.       | Nome                    | Prêmio/(*Acordo)     |
| ---------- | ----------------------- | -------------------- |
| 1º         | Mario Lopez             | $175,311 (*$117,991) |
| 2º         | Rodrigo Perez           | $109,140 (*$120,000) |
| 3º         | Jefferson "Goiaba" Melo | $78,100 (*$90,000)   |
| 4º         | Luis Resk               | $60.440 (*$95,000)   |
| 5º         | Johann Ibanez           | $47,620              |
| 6º         | Robert Lipkin           | $37,260              |
| 7º         | Guilherme Pita          | $27,560              |
| 8º         | Raul Pino               | $18,960              |

- Houve acordo entre os 4 finalistas

### LAPTBrasil/BSOPSão Paulo
- Hotel: Holiday Inn Parque Anhembi
- Buy-in: R$4.400 (~$1,791)
- Duração: 29 de maio de 2014 (quinta-feira) a 3 de junho de 2014 (terça-feira)
- Número de buy-ins:  1.167
- Premiação total: R$4.411.080 (~$1,975,273)
- Número de premiados: 167
- Mão vencedora: K♦ 9♣
- Resultado Oficial: The Hendom Mob

| Mesa final | Mesa final             | Mesa final                         |
| Pos.       | Nome                   | Prêmio/(*Acordo)                   |
| ---------- | ---------------------- | ---------------------------------- |
| 1º         | Carlos "Caio" Hey      | R$800.000 (*R$680.000) (~$304,470) |
| 2º         | Victor Sbrissa         | R$470.000 (*R$510.000) (~$228,353) |
| 3º         | Joaquim Ruiz           | R$330.000 (*R$410.000) (~$183,578) |
| 4º         | Alex Sako              | R$250.000 (~$111,949)              |
| 5º         | Ángel Guillén          | R$190.000 (~$85,081)               |
| 6º         | André Cuco             | R$140.000 (~$62,691)               |
| 7º         | Juan Pablo Franco      | R$105.000 (~$47,018)               |
| 8º         | Gustavo "Vascao" Lopes | R$75.530 (~$33,822)                |

- Houve acordo entre os 3 finalistas

### LAPTPanamá
- Casino: Veneto Casino
- Buy-in: $1,700
- Data: 23 de julho de 2014 (quarta-feira) a 27 de julho de 2014 (domingo)
- Número de buy-ins:  550
- Premiação total: $826,925
- Número de premiados: 79
- Mão vencedora: K♣ 7♥
- Resultado Oficial: The Hendom Mob

| Mesa final | Mesa final             | Mesa final |
| Pos.       | Nome                   | Prêmio     |
| ---------- | ---------------------- | ---------- |
| 1º         | Fabian Ortiz           | $143,930   |
| 2º         | Guillermo Olvera Acuña | $114,115   |
| 3º         | Alexander Haber        | $71,280    |
| 4º         | Nick Russo             | $55,560    |
| 5º         | Hugo Suarez            | $43,580    |
| 6º         | Javier Rios            | $43,240    |
| 7º         | Antonio Hogaza         | $25,560    |
| 8º         | Hugo Lemaire           | $17,700    |

### LAPTPeruGRAND FINAL
- Casino: Atlantic City Casino
- Buy-in: $1,700
- Data: 15 de outubro de 2014 (quarta-feira) a 19 de outubro de 2014 (domingo)
- Número de buy-ins: 692
- Premiação total: $1,040,420
- Número de premiados: 103
- Mão vencedora:  A♦ 6♦
- Resultado Oficial: The Hendom Mob

| Mesa final | Mesa final                    | Mesa final |
| Pos.       | Nome                          | Prêmio     |
| ---------- | ----------------------------- | ---------- |
| 1º         | Oscar Antonio Alache          | $135,488   |
| 2º         | Daniel Campodonico            | $128,250   |
| 3º         | Jerson Backmann Caballero     | $140,520   |
| 4º         | Marcos Skerl Exterkotter      | $65,240    |
| 5º         | Luis Alfonso Perez Marrero    | $51,920    |
| 6º         | Jose Andres Torre             | $39,840    |
| 7º         | Jakub Kyrian                  | $28,820    |
| 8º         | Carlos Enrique Sobenes Verano | $19,660    |

### LAPTUruguaiGrand Final
- Casino: Mantra Resort & Casino
- Data: 25 de novembro de 2014 (quarta-feira) a 30 novembro de 2014 (domingo)

Cancelado - O PokerStars e o Mantra Resort & Casino concordaram mutuamente em cancelar a Grande Final do Latin American Poker Tour (LAPT), que seria realizada de 26 a 30 de novembro em Punta del Este, Uruguai.